# Dimetylpolysiloxan

Dimetylpolysiloxan

Dimetylpolysiloxan, eller polydimetylsiloxan, är en silikonolja som används bland annat som värmebärare i solvärmesystem. Som livsmedelstillsats har den nummer E 900, och används som klumpförebyggande och skumdämpande medel. Under namnet dimetikon förekommer den som läkemedel och under den engelska motsvarigheten dimethicone som ingrediens i kosmetiska produkter. 